# BTR-T
Le BTR-T est un véhicule de combat d'infanterie russe, développé lors de la Première guerre de Tchétchénie pour faire face aux attaques de lance-grenades RPG-7 et être plus polyvalent dans les milieux urbains.

## Description
Le BTR-T est monté sur un châssis de char T-55, renforcé par des plaques de blindage réactif et équipé d'un canon avec suffisamment d'élévation (45 degrés) pour frapper un immeuble de plusieurs étages, d'un lance-grenades automatique et de missiles antichars/anticonstructions.
La taille de la tourelle fut sensiblement réduite et avait été conçue pour être assez modulable, elle pouvait accueillir un certain nombre d'armements différents. 
Le BTR-T avait plusieurs problèmes de conception ;  d'abord son châssis était trop petit et ne pouvait donc accueillir que 5 passagers. De plus les écoutilles de sorties était positionnées directement sur le moteur et étaient très petites ce qui rendait l'accès et la sortie du véhicule assez compliquée pour l'infanterie. Le manque d'armements de petits calibres comme un fusil mitrailleur PK de 7,62 mm ce qui le rendait plus vulnérable face aux petites cibles. 
Les problèmes de conception et la crise économique qui frappa la Russie à la fin des années 90 empêcha le BTR-T d'entrer en production et en service dans l'armée russe mais, il ouvrit la voie à la conception de nouveaux blindés russes spécialisés dans les combats urbains. Le fabricant proposa quand même le BTR-T à l'export en modifiant les T-55 existants qui furent exportés en très grand nombre à travers le globe. Certaines sources affirment que le Bangladesh aurait commandé 30 modifications de T-54A en BTR-T, mais aucune source officielle ne l'a confirmé.

## Armement
- canon automatique Chipounov 2A42 de calibre 30 mm.
- missile antichar 9M113 Konkurs.
- lance-grenades automatique AGS-17 de 30 mm.
- autocanon double 2A38 de 30 mm.
- mitrailleuse lourde 12,7 × 108 mm NSV.

## Opérateur
- Russie
- Bangladesh ?